# Río Bhagirathi
El río Bhāgīrathī (en hindi: भागीरथी नदी) es un turbulento río del Himalaya indio que discurre por el estado de Uttarakhand y es la principal fuente del río Ganges, el principal río de la llanura Indo-Gangética del Norte de la India y un río santo del hinduismo.

## Etimología
La palabra «Bhagirathi» (en sánscrito, literalmente, 'causada por Bhagiratha') se refiere a Bhagiratha, un príncipe de la mitológica dinastía Sagar que, para lograr la liberación de su 60.000 tíos-abuelos de la maldición del santo Kapila, trajo a la diosa Ganga  en la forma del río Ganges, desde los cielos a la tierra.

## Curso
La cabeceras del Bhagirathi se forman en  Gaumukh (a 3.892 m), a los pies del glaciar Gangotri y de los glaciares Khatling, en el  Himalaya Garhwal. A partir de aquí se le van uniendo sus principales afluentes, que en orden descendente son:
- Kedar Ganga en Gangotri (3.049 m),
- Jadh Ganga en Bhaironghati (2.650 m),
- Kakora Gad y Jalandhari Gad cerca de Harsil (2.745 m),
- Siyan Gad cerca de Jhala (2.575 m),
- Asi Ganga cerca de Uttarkashi (1.158 m),
- río Bhilangna cerca de Old Tehri (755 m). (El Bhilangna nace a los pies del glaciar Khatling, a 3.717 m, aproximadamente a 50 km al sur de Gaumukh.)

El Bhagirathi recorre desde su fuente unos 205 km antes de confluir con el río Alaknanda, a una altitud de 475 m, en la ciudad de Devprayag. Aguas abajo de esta confluencia, considerada sagrada por los hindúes, el río es conocido ya como el Ganga Ji, o río Ganges para los occidentales. La polémica presa de Tehri se encuentra en la confluencia del río Bhagirathi con el Bhilangna, cerca de la localidad de Tehri (30°22′32″N 78°28′48″E / 30.37556, 78.48000).

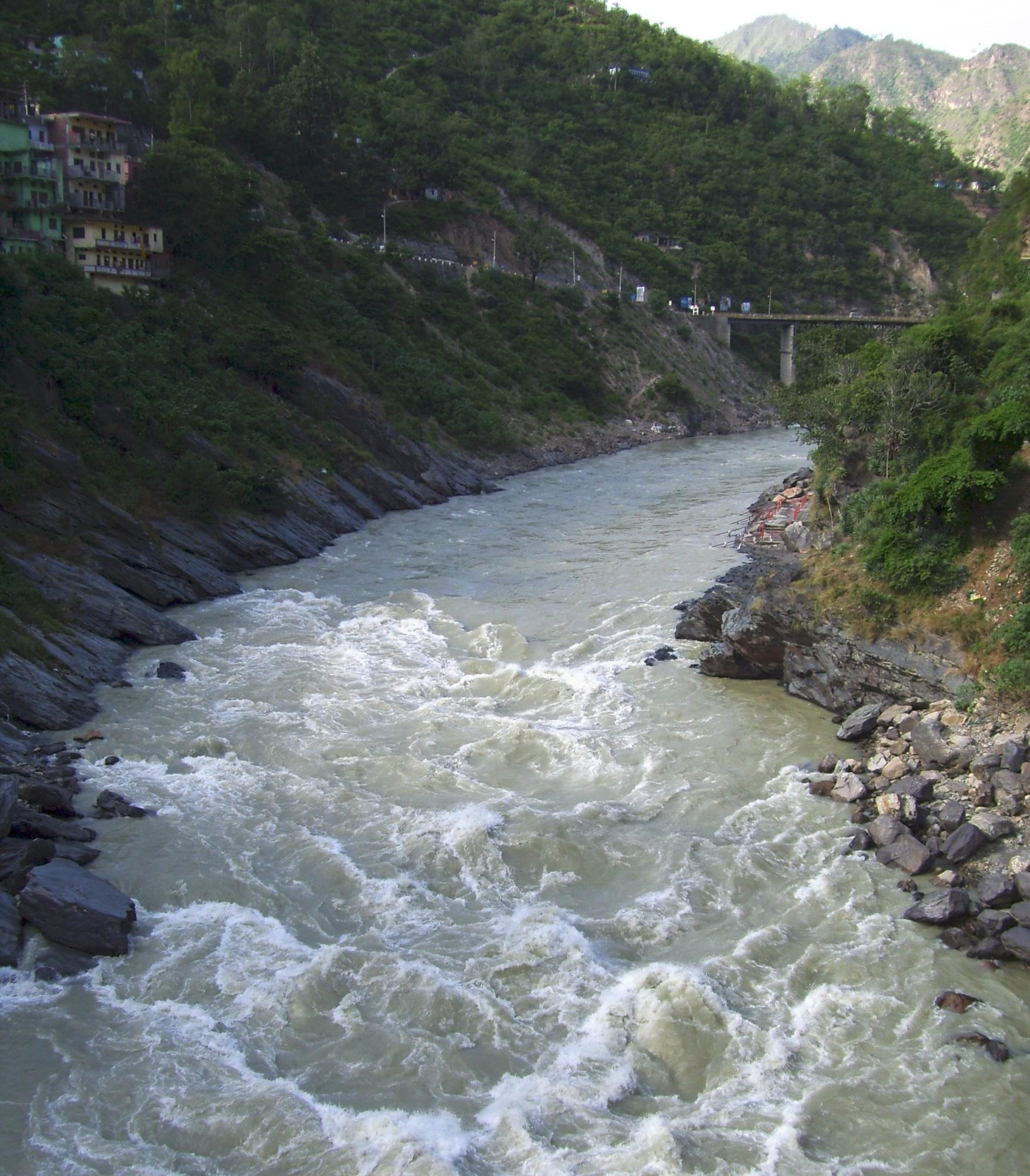
El turbulento Bhagirathi cuando entra en Devprayag.
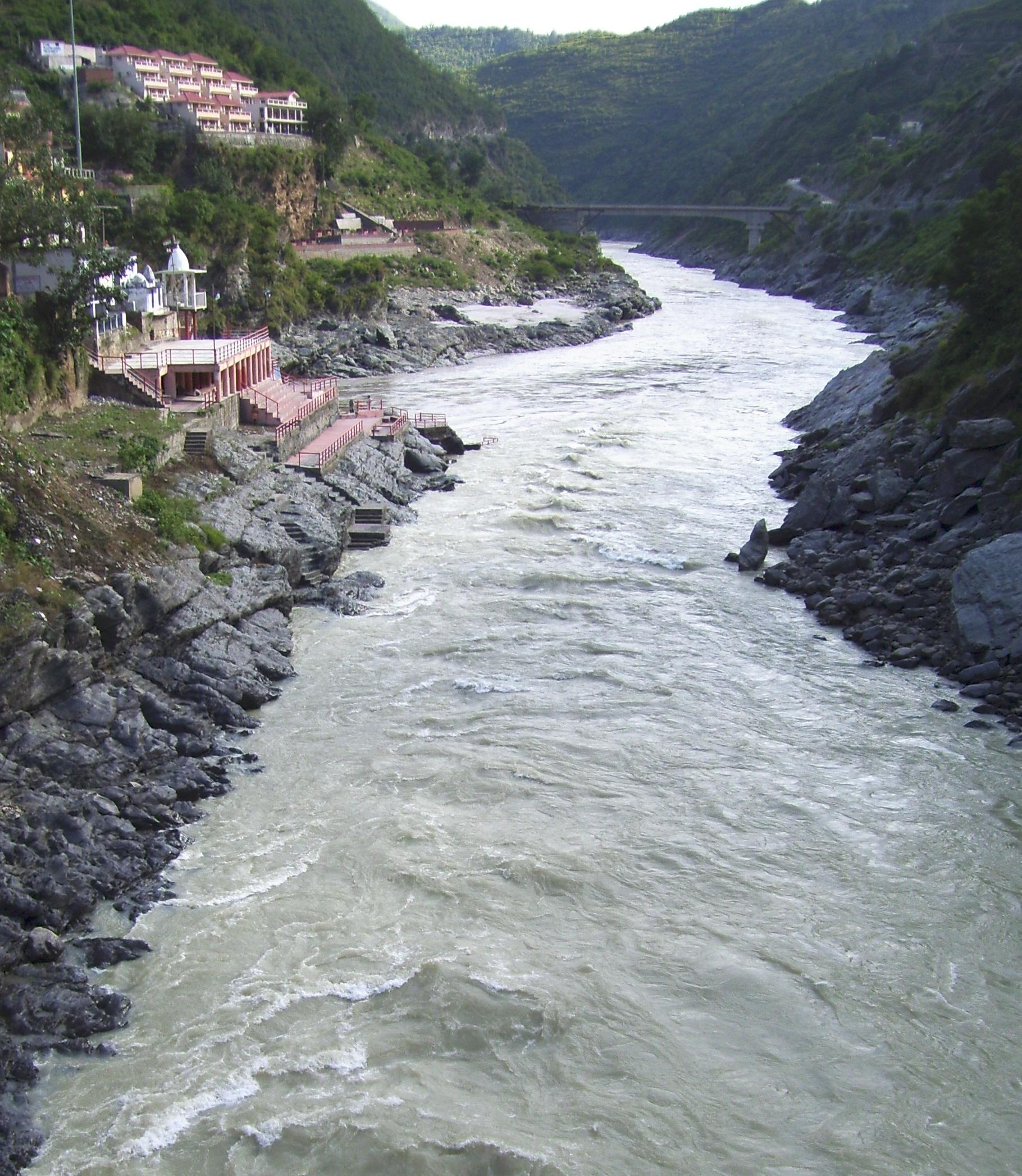
El Bhagirathi (primer plano) en su camino al encuentro con el sedimentoso río Alaknanda, que le entra por la izquierda, en Devprayag, a partir del cual se conoce como Ganges.
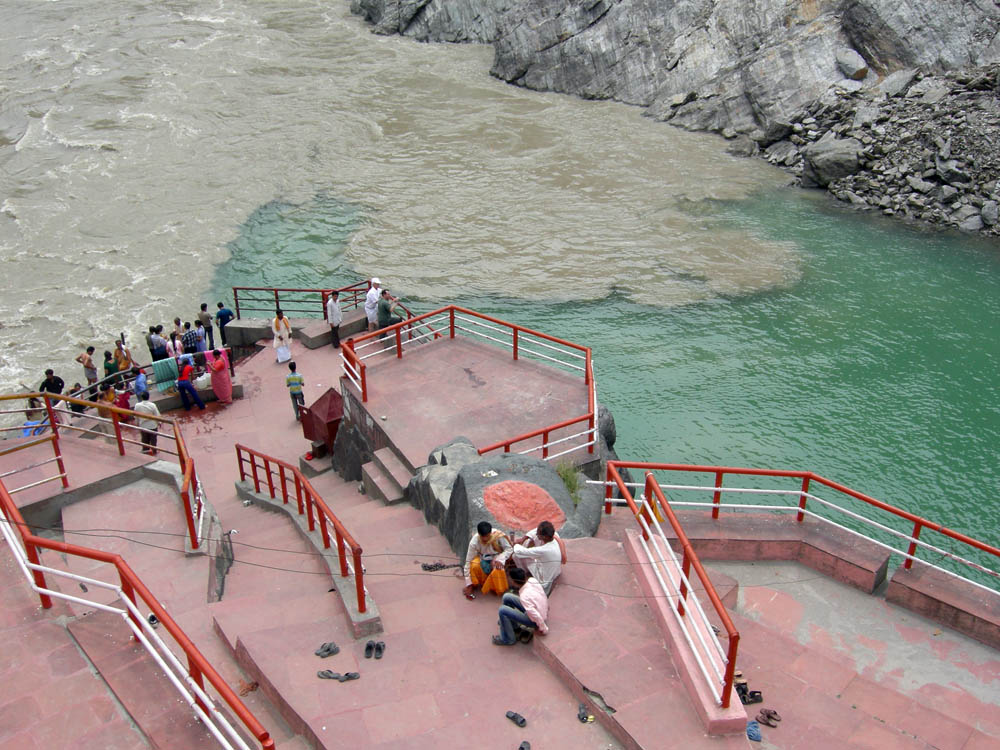
Otra vista de la confluencia del Bhagirathi (a la derecha) y el Alaknanda (izquierda) en Devprayag.
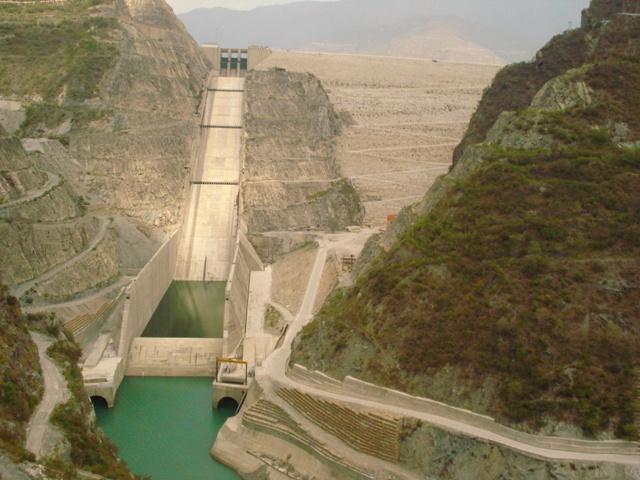
La presa de Tehri, la quinta presa más alta del mundo.

## Presas
En el río Bhagirathi se proyectó un importante proyecto hidroeléctrico, con 18 presasi, de las que muchas aún están en proyecto, algunas ya en servicio y varias canceladas. Son, por orden desde la fuente, las siguientes:
| # | Nombre                   | Ht    | MW    | Status          | FRL    | MWL   | HRT    | TRT   | TWL   | RBL | Coordenadas                                |
| --- | ------------------------ | ----- | ----- | --------------- | ------ | ----- | ------ | ----- | ----- | --- | ------------------------------------------ |
| 1 | Presa de Karmoli         |       | 140   | proyectada      |        |       | 8.6    |       |       |     |                                            |
| 2 | Presa de Gangotri        |       | 55    | proyectada      |        |       | 5.2    |       |       |     |                                            |
| 3 | Presa de Jadhganga       |       | 50    | proyectada      |        |       | 1.1    |       |       |     |                                            |
| 4 | Presa de Bhaironghati I  |       | 380   | proyectada      |        |       |        |       |       |     |                                            |
| 5 | Presa de Bhaironghati II |       | 65    | proyectada      |        |       |        |       |       |     |                                            |
| 6 | Presa de Harsil          |       | 210   | proyectada      |        |       | 5.06   |       |       |     |                                            |
| 7 | Pres Loharinag Pala      |       | 600   | Cancelada       | 2,147  | 1,667 | 13.85  | .51   | 1.665 |     | 30°49′6″N 78°37′5″E / 30.81833, 78.61806   |
| 8 | Presa de Pala Maneri I   | 78    | 480   | en construcción | 1,665  | 1,667 | 12.563 | 1.378 |       |     |                                            |
| 9 | Presa de Maneri Bali I   | 38    | 90    | Operando        |        |       |        | 8.631 |       |     |                                            |
| 10 | Presa de Maneri Bali II  |       | 304   | en construcción | [ 4 ]  |       | 16.0   |       |       |     |                                            |
| 11 | Presa de Bhilangana II   |       | 11    | proyectada      |        |       |        |       |       |     |                                            |
| 12 | Presa de Bhilangana I    |       | 22.5  | proyectada      |        |       | 2.0    |       |       |     |                                            |
| 13 | Presa de Tehri PSS       |       | 1,000 | proyectada      |        |       |        |       |       |     |                                            |
| 14 | Presa de Tehri           | 260.5 | 2,400 | Operando        | 830    | 835   | 1.634  | .8625 |       |     | 30°22′40″N 78°28′50″E / 30.37778, 78.48056 |
| 15 | Presa de Koteshwar       | 97.5  | 400   | Operando        | 612.50 | 615   |        |       |       |     |                                            |
| 16 | Presa de Kotli Bel 1A    | 82.5  | 195   | en construcción |        |       |        |       |       |     |                                            |
| 17 | Presa de Kotli Bel 1B    | 90    | 320   | Cancelada       |        |       |        |       |       |     |                                            |
| 18 | Presa de Kotli Bel II    | 82    | 530   | Cancelada       |        |       |        |       |       |     |                                            |
| Abreviaturas: MW: capacidad de producción eléctrica (Megavatios), Ht: altura de la presa (M) FRL: nivel del embalse lleno (MSL), MWL: nivel máximo del agua (MSL), HRT: longitud de la cabecera del túnel (KM), TRT: longitud de la cola del túnel (KM), TWL: nivel de la cola de agua (MSL), RBL: nivel del cauce del río en el lugar de la presa (MSL) |                          |       |       |                 |        |       |        |       |       |     |                                            |